# Саадет III Ґерай
Саадет III Ґерай (1645—1695) — кримський хан у 1691 р. з династії Ґераїв, наступник Селіма I Ґерая, попередник Сафи Ґерая. Син Кирима Ґерая, онук Селямета I Ґерая.
Був нуреддином при Мураді Ґераї .
Призначений в 1691 р. на ханський престол за рекомендацією Селіма I Ґерая, що добровільно пішов у відставку. Відразу після закінчення церемонії отримання ханського титулу, ще перебуваючи в Стамбулі, Саадет III Ґерай отримав наказ збирати армію для походу до Австрії. Рухаючись західним узбережжям Чорного моря, хан послав до Криму за військами, тим часом формуючи на Дунаї загони з місцевих ногайців.
Саадет III Ґерай жорсткими заходами примусив підкоритися йому знать, яка негативно віднеслася до його призначення. Зумів примусити дунайських ногайців, що не бажали йти до Австрії, взяти участь в поході. Без коливань змістив з поста свого калгу Девлета Ґерая, ледве отримавши вісті про підготовлювану ним зраду; жорстоко покарав війська, що чинили насильства над місцевими жителями під час переходу через румунські землі.
Через довгі збори запізнився до місця битви і османська армія без кримської допомоги зазнала поразки. Хан був позбавлений свого сану і відправився з Австрії назад в Туреччину, так і не побувавши в самому Криму. Помер на Родосі.